# Janet Haufler
Janet Haufler (* 15. März 1931 in Basel; † 29. September 2020 in Bern) war eine Schweizer Schauspielerin, Performancekünstlerin und Pädagogin. Sie gilt als eine Pionierin der freien und interdisziplinären Performancekunst in der Schweiz.

## Leben und Werk
Janet Haufler war die Tochter des Schweizer Schauspielers und Regisseurs Max Haufler (1910–1965). Sie absolvierte eine Ausbildung in Pantomime bei Roy Bosier, Marcel Marceau und Jacques Lecoq und erhielt Schauspielunterricht am Théâtre de Carouge sowie in Paris bei Tanja Balachova.
Ihr Bühnendebüt gab sie 1962 in La Sonate des spectres von August Strindberg am Théâtre de Carouge, wo sie bis 1972 zum festen Ensemble gehörte. Danach wirkte sie an freien Theater- und Performanceprojekten mit, unter anderem gemeinsam mit dem Performer und Regisseur Norbert Klassen im „Studio am Montag“ und später im Kollektiv STOP.P.T. (STOP Performance Theater) in Bern.
Neben ihrer künstlerischen Praxis war sie als Dozentin tätig, u. a. an der F+F Schule für Kunst und Design in Zürich sowie am Konservatorium für Musik + Theater Bern.
1983 erhielt sie den Anerkennungspreis des Kantons Bern für ihre Rolle im Film Max Haufler, der Stumme von Richard Dindo. 2014 wurde sie gemeinsam mit Nils Amadeus Lange mit dem Publikumspreis des Performancepreis Schweiz ausgezeichnet.

## Nachwirkung
Janet Haufler starb 2020 im Alter von 89 Jahren in Bern. Sie wurde als zentrale Figur der freien Theaterszene Berns gewürdigt, welche die Berner Performancekunst geprägt hat.

## Hörspiele (Auswahl)
- 1981: Maurice Sandoz: Schreckmümpfeli: Das Opfer (Frau) – Regie: Buschi Luginbühl (Original-Hörspiel – DRS)
- 1996: Friedrich Dürrenmatt: Das Versprechen. Requiem auf einen Kriminalroman (Frau Heller) – Bearbeitung und Regie: Walter Baumgartner (Hörspielbearbeitung, Kriminalhörspiel – DRS/SFB)
- 2012: Jürg Schubiger: Haller und Helen (Helen) – Regie: Geri Dillier (Hörspielbearbeitung – SRF)

Quelle: HörDat, die Hörspieldatenbank